# Sông Bờ (phường)
Sông Bờ là một phường thuộc thị xã Ayun Pa, tỉnh Gia Lai, Việt Nam.

## Địa lý
Phường Sông Bờ có vị trí địa lý: 
- Phía đông giáp huyện Ia Pa
- Phía tây giáp xã Ia RBol
- Phía nam giáp xã Ia Sao
- Phía bắc giáp phường Đoàn Kết.

Phường Sông Bờ diện tích 4,16 km², dân số năm 2019 là 9.660 người, mật độ dân số đạt 2.322 người/km².

## Lịch sử
Ngày 30 tháng 3 năm 2007, Chính phủ ban hành Nghị định số 50/2007/NĐ-CP về việc thành lập phường Sông Bờ trên cơ sở 415,79 ha diện tích tự nhiên và 5.399 nhân khẩu còn lại của thị trấn Ayun Pa.
Ngày 31 tháng 12 năm 2007, UBND tỉnh Gia Lai ban hành Quyết định số 111/2007/QĐ-UBND về việc:
- Thành lập TDP 1 trên cơ sở 164 hộ và 580 nhân khẩu của TDP 12, thị trấn Ayun Pa cũ.
- Thành lập TDP 2 trên cơ sở 168 hộ và 614 nhân khẩu của TDP 13, thị trấn Ayun Pa cũ.
- Thành lập TDP 3 trên cơ sở 162 hộ và 642 nhân khẩu của TDP 14, thị trấn Ayun Pa cũ.
- Thành lập TDP 4 trên cơ sở 158 hộ và 582 nhân khẩu của TDP 15, thị trấn Ayun Pa cũ.
- Thành lập TDP 5 trên cơ sở 167 hộ và 569 nhân khẩu của TDP 19, thị trấn Ayun Pa cũ.
- Đổi tên TDP 20 thành TDP 6.
- Đổi tên TDP 21 thành TDP 7.
- Đổi tên TDP 22 thành TDP 8.
- Đổi tên TDP 23 thành TDP 9.